# ニコライ・ビリリョフ
ニコライ・アレクセーヴィチ・ビリリョフ（ロシア語: Николай Алексеевич Бирилёв, ラテン文字転写: Nikolai Alekseevich Birilev、1829年12月21日〈ユリウス暦12月9日〉 - 1882年6月5日〈5月24日〉）は、ロシア帝国の海軍軍人。日本では幕末に対馬芋崎を占拠したポサドニック号事件の当事者として知られている。

## 生涯

### 生い立ち
1829年にトヴェリ県カリャージン郡で没落貴族の家庭に生まれる。弟には海軍大将になったアレクセイ・ビリリョフがいる。ロシア帝国海軍に入隊し、1845年から1855年にかけて黒海艦隊で勤務した。この間の1847年に海軍士官学校を卒業している。

### クリミア戦争
1853年のクリミア戦争に従軍し、シノープの海戦に加わっている。1854年9月21日の戦闘では夜襲を仕掛け、将校2人と数人の兵士を捕虜とした。セヴァストポリ包囲戦では頭部を被弾して重傷を負うが、回復後に中尉に昇進し、第三防御陣の指揮官に任命された。1855年3月11日の戦闘では敵兵750人を殺害し大砲10門を奪う活躍を見せ、この功績により四等聖ゲオルギー勲章、二等聖アンナ勲章、四等聖ウラジーミル勲章を授与された。

### ポサドニック号事件

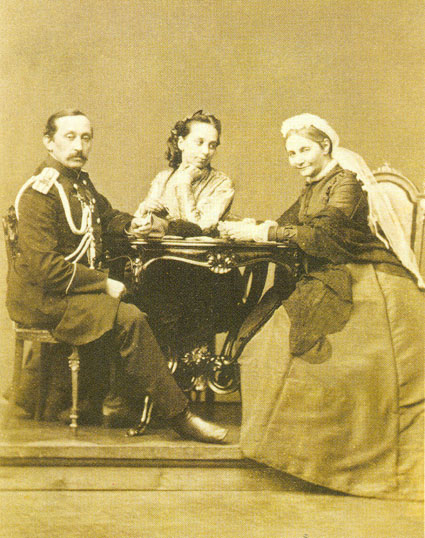
ビリリョフ夫妻と妻の母エルネスチナ（1868年）

1859年に軍艦ポサードニク（ポサドニック）艦長に任命され、太平洋方面に派遣された。1860年5月21日、上官である中国海域艦隊司令官イワン・リハチョーフ大佐は不凍港確保のため、海軍大臣コンスタンチン大公に対馬への海軍基地建設の許可を求めた。コンスタンチンは外交問題を起こさないことを条件に対馬府中藩の藩主と協定を結ぶことを認め、リハチョーフは現場指揮を少佐のビリリョフに一任した。
1861年2月3日、ビリリョフはポサドニックを率いて対馬に来航した。ビリリョフは対馬藩に対して「船体の修理」を名目に尾崎浦に居座り、3月4日には芋崎に上陸して無断で兵舎の建設を始めた。ビリリョフの部隊は対馬藩からの退去要求を無視し続け、現地の木材や食料を略奪したため、住民との小競り合いが頻発した。こうした状況下の3月18日にリハチョーフが対馬を訪れ、「ビリリョフの仕事はひどい状況だ。一ヵ月もここにいるのに何も成し遂げていない」とビリリョフの対応を叱責している。
3月23日にビリリョフは対馬藩に対して藩主宗義和との面会と芋崎の租借権を要求したが、その最中の4月12日に小競り合いから対馬藩郷士を射殺・拉致する事件を起こし緊張を高めた。ビリリョフは江戸幕府外国奉行小栗忠順と数度に渡る交渉を行い、5月26日に宗義和との面会を実現させた。しかし、函館領事ヨシフ・ゴシケーヴィチがこの一件に関して非協力的であり、また、リハチョーフも本国外務省からの協力が期待出来ないことから事件の責任転嫁を図るようになった。
7月23日、幕府の要請を受けた東インド・中国艦隊司令官ジェームズ・ホープ率いる軍艦2隻が対馬に来航し退去を要求した。また、ゴシケーヴィチからも退去を説得され、ビリリョフは8月15日に対馬から退去した。

### 晩年
1865年2月5日にフランス・ニースの教会で、フョードル・チュッチェフの娘マリア・フョードロヴナと結婚し、娘マリア・ニコラエヴナをもうけた。しかし、1866年1月30日に娘マリアが死去したことで精神を病んでしまい、さらにセヴァストポリの戦いで受けた傷の後遺症が重なり重度の認知症を患ってしまう。1872年には妻マリアとも死別している。
1882年6月5日にサンクトペテルブルクで死去した。遺体は遺言により、ノヴォデヴィチ墓地にある妻マリアと義父チュッチェフの墓の隣に埋葬された。